# Bifontänen
Bifontänen, italienska Fontana delle Api, är en fontän vid Via Venetos mynning i norra Rom, alldeles nära Piazza Barberini.
Fontänen utfördes 1644 av Giovanni Lorenzo Bernini för påven Urban VIII Barberini, vars heraldiska bin har fått ge namn åt den. De tre bina tar sig en klunk vatten i ett kar utformat som en mussla.
Bifontänen var ursprungligen placerad vid Via Sistinas mynning, men år 1887 ansåg stadsplanerarna att den stod i vägen för trafiken. Man plockade isär och magasinerade den. Trettio år senare återupptäckte man fontänen och lät ställa upp den vid Via Veneto.